# Xã Millboro, Quận Tripp, Nam Dakota
Xã Millboro (tiếng Anh: Millboro Township) là một xã thuộc quận Tripp, tiểu bang Nam Dakota, Hoa Kỳ. Năm 2010, dân số của xã này là 35 người.